# Lionel Martin (saxophoniste)
 (août 2024).
La mise en forme du texte ne suit pas les recommandations de Wikipédia : il faut le « wikifier ».
Les points d'amélioration suivants sont les cas les plus fréquents :
- Les titres sont pré-formatés par le logiciel. Ils ne sont ni en capitales, ni en gras.
- Le texte ne doit pas être écrit en capitales (les noms de famille non plus), ni en gras, ni en italique, ni en « petit »…
- Le gras n'est utilisé que pour surligner le titre de l'article dans l'introduction, une seule fois.
- L'italique est rarement utilisé : mots en langue étrangère, titres d'œuvres, noms de bateaux, etc.
- Les citations ne sont pas en italique mais en corps de texte normal. Elles sont entourées par des guillemets français : « et ».
- Les listes à puces sont à éviter, des paragraphes rédigés étant largement préférés. Les tableaux sont à réserver à la présentation de données structurées (résultats, etc.).
- Les appels de note de bas de page (petits chiffres en exposant, introduits par l'outil «  Source ») sont à placer entre la fin de phrase et le point final[comme ça].
- Les liens internes (vers d'autres articles de Wikipédia) sont à choisir avec parcimonie. Créez des liens vers des articles approfondissant le sujet. Les termes génériques sans rapport avec le sujet sont à éviter, ainsi que les répétitions de liens vers un même terme.
- Les liens externes sont à placer uniquement dans une section « Liens externes », à la fin de l'article. Ces liens sont à choisir avec parcimonie suivant les règles définies. Si un lien sert de source à l'article, son insertion dans le texte est à faire par les notes de bas de page.
- La présentation des références doit suivre les conventions bibliographiques. Il est recommandé d'utiliser les modèles {{Ouvrage}}, {{Chapitre}}, {{Article}}, {{Lien web}} et/ou {{Bibliographie}}. Le mode d'édition visuel peut mettre en forme automatiquement les références.
- Insérer une infobox (cadre d'informations à droite) n'est pas obligatoire pour parachever la mise en page.

Pour une aide détaillée, merci de consulter Aide:Wikification.
Si vous pensez que ces points ont été résolus, vous pouvez retirer ce bandeau et améliorer la mise en forme d'un autre article.
Cet article concerne le saxophoniste et compositeur. Pour le pionnier de l'automobile, voir Lionel Martin.
Pour les articles homonymes, voir Martin.
Lionel Martin, (alias Madsaxx), né à Lyon en 1974, est saxophoniste et compositeur de jazz français.

## Biographie
Lionel Martin, également connu sous le pseudonyme de Madsaxx, est un saxophoniste français. Il commence le saxophone à l'âge de 7 ans à l'école de musique de Caluire, où il est formé par Michel Rodriguez. Ses influences musicales sont variées, incluant des artistes tels que Sidney Bechet, John Coltrane et Bérurier Noir. Très tôt, il s'oriente vers l'improvisation musicale.

## Carrière
À 18 ans, Lionel Martin commence à enseigner la musique tout en se produisant principalement lors de festivals de jazz. Il joue également dans la rue, où il puise inspiration et énergie pour ses compositions,. En 1997, avec l'un de ses premiers groupes, le « Freesons sextet », il obtient le premier prix du festival de Gexto. En 2001, il remporte le concours avec son trio et sort son premier disque sous son nom. Il joue à Cuba dans l'orchestre de Luc Le Masne puis enregistre trois albums avec le Trio Resistances.
En 2007, il crée avec  le guitariste Damien Cluzel, le batteur Guilhem Meier, le claviériste Fred Escoffier et le chanteur d’Addis Abeba Asnake Gebreyes, le groupe Ukandanz, inventant le style « ethio-crunch ». Le groupe se produit en Europe, au Japon et aux États-Unis, enchaînant albums et tournées internationales. Depuis, Ukandanz continue à enchaîner disques, concerts et tournées internationales.
Pour plus d'autonomie, Lionel Martin fonde en 2015 son propre label, Ouch! Records, qui compte une trentaine de références d'artistes variés, dont Eugene Chadbourne, Chris Speed & Jim Black, Zézé Wolo, Louis Sclavis, Mario Stantchev, Steve Mackay avec Bunktilt, Eric Mingus et No Suicide Act, duo qu’il forme avec FanXoa, ex-chanteur de Bérurier Noir.
Il crée également l'orchestre O.S.L.O., une synthèse live de son label, avec Louis Sclavis, Damien Cluzel, Mario Stantchev et Ramon Lopez.

## Collaborations
Lionel Martin forme le groupe Bunktilt, une version instrumentale des Stooges approuvée par Iggy Pop. Steve Mackay rejoint le groupe pour une tournée en mars 2014. En 2015, il démarre une intense collaboration avec le pianiste Mario Stantchev avec qui il redécouvre et enregistre la musique du compositeur Louis Moreau Gottschalk. En 2016 sort l'album Jazz Before Jazz, distingué par le label « Choc » du magazine Classica et comme « Indispensable » par Jazz News. Ensemble, ils rencontrent le saxophoniste américain George Garzone au festival Stara Zagora en Bulgarie, et enregistrent, sous le nom de Madness Tenors, l'album Be Jazz For Jazz avec Benoît Keller à la contrebasse et Ramon Lopez à la batterie.
En parallèle, Lionel Martin crée le projet D’art Dard avec le slammeur Mehdi Kruger. En 2022, ils enregistrent 7sept7 en Outre-mer, un projet comprenant sept destinations et sept cartes postales sonores. Il collabore également avec les poètes et écrivain Samira Negrouche, Dimitri Porcu, Emmanuel Merle et Patrick Chamoiseau, pour qui il compose la musique du documentaire Ce que nous disent les gouffres en 2021. Il participe aussi à la création théâtrale Le Projet Rimbaud, mis en scène par Laurent Fréchuret.
En 2018, le producteur Antoine Rajon passe commande d'un album hommage à la musique de Jef Gilson, "Chant Inca". Avec Lionel Martin, ils créent le groupe Palm Unit, rejoint par Fred Escoffier (Claviers) et Philippe Garcia (alias Pipon à la batterie) et le musicien complice de Jef Gilson, Del Rabenja. En 2019, sur son label Comos, le producteur commande au groupe un hommage à Henri Texier : "Don't buy Ivory anymore" avec le percussionniste cubain Abraham Mansfaroll. En 2021, Fred Escoffier signe sous le nom du groupe l'album "Figures" avec le bassiste Jean Joly.

## Projets récents
En décembre 2023, Lionel Martin retrouve Samira Negrouche en Algérie pour créer le spectacle J’habite en mouvement. Avec le batteur Sangoma Everett, il enregistre Revisiting Afrique, une adaptation de l'album Afrique de Count Basie et Oliver Nelson, ainsi que Letter To The World, sorti en juin 2024.
Entre 2020 et 2022, Lionel Martin enregistre trois albums en solo, dont les pochettes sont illustrées par des œuvres de Robert Combas. Leur rencontre a lieu en octobre 2021, lors du festival Rhino Jazz, à la Cité du design de Saint-Étienne, où se tient une exposition avec une importante sélection d'œuvres de Combas (des années 1980 à 2020). Pendant 24 jours, Lionel Martin vit 24h/24 dans un container, jouant et composant en public au milieu des œuvres de l'artiste.
Cette expérience le conduit à rejoindre le groupe « Les Sans Pattes », fondé par Combas et le guitariste Lucas Mancione, avec qui il donne régulièrement des concerts.
C’est également lors de cette performance qu’il rencontre le beat boxer Rewind (Willy Amarat) avec lequel il fonde le duo « Breath ».
En 2022, à l'occasion de la 44e édition du Festival Rhino Jazz, Lionel Martin est invité à improviser sur L’Oiseau de feu de Stravinsky à l'opéra de Saint-Étienne avec le chef d'orchestre Daniel Kawka et l'orchestre symphonique OSE.

## Discographie
- 2025
  - Denis Lavant, Lionel Martin, Jean-Jacques Birgé, Les déments sur des textes de Marcel Moreau, André Martel, Xavier Grall, André Schlesser
- 2024
  - No Suicide Act – Je suis une erreur | Quel temps fait-il ?[15]
  - Lionel Martin & Sangoma Everett - Letter To The World
- 2023
  - Ukandanz – Kemekem
  - No Suicide Act – No Suicide Act
- 2022
  - Lionel Martin - Sol – Étincelles
  - Ukandanz – Four Against the Odds
- 2021
  - Palm Unit & Fred Escoffier - Figures[16]
  - Lionel Martin & Jean-Jacques Birgé - Fictions
  - Lionel Martin - Solo, énergies multipliées
- 2020
  - Lionel Martin - Solos[17],[18],[19]
  - Lionel Martin & Mario Stantchev – Live at Opera Underground
- 2019 :
  - Lionel Martin & Sangoma Everett – Revisiting Afrique of Count Basie[20] ;
  - Palm Unit – Don’t buy Ivory Anymore[21] ;
  - Bunktilt & Steve Mackay Dig The Stooges ;
- 2018 :
  - uKanDanZ – Yeketelale ;
  - Palm Unit – Chant Inca ;
- 2017 :
  - Quintet Madness Tenors – Be Jazz for Jazz[22] ;
- 2016 :
  - uKanDanZ – Awo[23] ;
  - Lionel Martin & Mario Stantchev – Jazz before Jazz ;
- 2012 : uKanDanZ – Yetchalal ;
- 2008 : Nachoff Tocanne Project – 5 New dreams ;
- 2007 : New dreams – Now ;
- 2006 : Trio Resistances – États d’urgence ;
- 2004 : Trio Resistances – Global songs ;
- 2003 : Lionel Martin new trio – Valse à Ekaterinbourg ;
- 2002 :
  - Y’en qui manquent pas d’air – Cœur de lune ;
  - Luc Le Masne – Le Manacuba ;
- 2001 :
  - Abigoba – Astrophysical emotions ;
  - Trio Resistances ;
  - Lionel Martin trio – Scènes de méninges ;
- 1997 :
  - Free sons sextet – Live à Gexto ;
  - Free sons sextet.